# Aleksandrovsky (huyện của Tomsk)
Huyện Aleksandrovsky (tiếng Nga: ? райо́н) là một huyện hành chính tự quản (raion), của Tỉnh Tomsk, Nga. Huyện có diện tích 30573 km². Trung tâm của huyện đóng ở Aleksandrovkoye.